# Caspar von Zumbusch
Caspar Clemens Eduard Zumbusch, à partir de 1888 Caspar von Zumbusch, (né le 23 novembre 1830 à Herzebrock, mort le 26 septembre 1915 à Rimsting) est un sculpteur prussien. Il est considéré comme le sculpteur monumental le plus important de l'historicisme en Autriche.

## Biographie
Zumbusch vient à Munich à 18 ans afin d'étudier à l'académie des beaux-arts de Munich. Quand il échoue à l'examen d'entrée, il passe à l'école polytechnique de Munich, où il est l'élève de Johann Halbig (de).
Après un voyage d'étude à Rome, il crée de 1866 à 1872 le Maxmonument dans la Maximilianstraße de Munich. À partir de 1873, il travaille à Vienne. Ses principales œuvres sont le monument à Beethoven (1873-1880) et le monument à Marie-Thérèse (1888) entre les musées d'histoire naturelle et d'histoire de l'art ainsi que les statues équestres pour le général  (de) (1891) et l'archiduc Albert (1898–1899).
Toutes les œuvres sont caractérisées par une représentation clairement idéalisée.
De 1873 jusqu'à sa retraite en 1901, Zumbusch est professeur à l'académie des Beaux-Arts de Vienne, où il dirige la classe de sculpture. Zumbusch vit pendant cette période dans la résidence prévue pour lui par l'architecte George Niemann (de), Goldegggasse 1 dans l'arrondissement de Wieden (elle n'existe plus aujourd'hui).
Zumbusch est élevé à la chevalerie autrichienne le 15 février 1888 à Vienne avec l'attribution de l'Ordre de la Couronne de fer, 3e classe.
En 1908, il se retire dans le Chiemgau, où il possède une ancienne ferme à Eßbaum agrandie par l'architecte munichois Otto Riemerschmid vers 1900. Cette maison est aujourd'hui protégée. L'atelier d'Aiterbach est également conservé dans le style d'un pavillon de jardin (Neurokoko).
Zumbusch épouse le 4 octobre 1860 à Altötting Antonie Vogl (née le 18 décembre 1838 à Munich, morte le 25 avril 1917 dans la même ville), la fille de Ludwig Vogl, colonel de l'armée bavaroise. Le couple a trois filles et deux fils : Ludwig von Zumbusch (de) sera sculpteur, Leo von Zumbusch (de) dermatologue.

## Œuvres

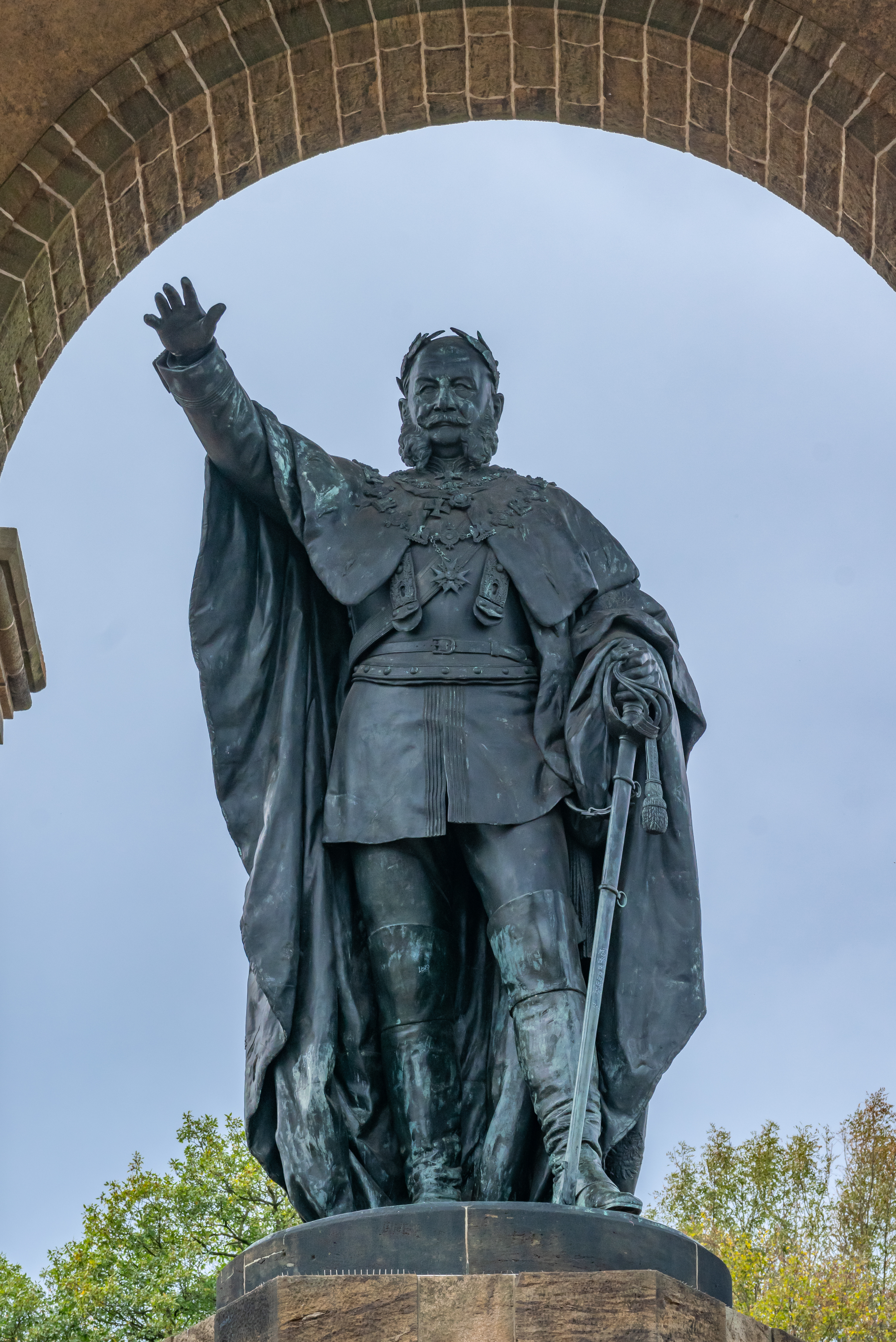
Monument à l'empereur Guillaume (Porta Westfalica).

- Buste en marbre de Georg Egestorff (de), 1857
- Monument à Otton de Freising (de) (1858)
- Colone de Marie de Paderborn (1861)
- Monument à Jakob Herz (de) à Erlangen (1875, détruit en 1933)
- Monument à Beethoven de la Beethovenplatz à Vienne (1880)
- Statue colossale de l'empereur François-Joseph à l'université de Vienne (1883)
- Monument à Marie-Thérèse de la place Marie-Thérèse (1888)
- Monument à Radetzky (de) (de 1892 à 1912 sur la place Am Hof, déplacé ensuite au Ministère de la Guerre)
- Monument à l'empereur Guillaume (Porta Westfalica) (de) (1892–1896)
- Statue équestre de l'archiduc Albert (1899)
- Monument à Johann Lukas Schönlein (1793–1864) à Bamberg (1874)
- Maxmonument à Munich (1875)
- Monument de la Victoire à Augsbourg (1876)
- Monument à Bernard II de Saxe-Meiningen à Meiningen (1903, détruit en 1949)
- Bustes de la cour des arcades de l'université de Vienne : Anton Hye von Gluneck (de), Adolf Mussafia (de), Julius Glaser (de), Leopold Hasner von Artha, Josef Unger (de), Ernst Ludwig (de), Leopold Schrötter von Kristelli (bas-relief), Rudolf Eitelberger (de) et Theodor Billroth
- Buste d'Adolf von Wilbrandt au Burgtheater (vers 1884)